# Burgruine Untermatsch
Die Burgruine Untermatsch ist eine in Mauerresten erhaltene Höhenburg in Matsch (Gemeinde Mals) in Südtirol.

## Geografie
Die Ruine befindet sich auf dem südlichen Teil des Rückens einer Endmoräne, um den der Saldurbach fließt. 80 Meter höher und 130 Meter entfernt liegt die Burgruine Obermatsch, mit der sie eine Burgengruppe bildet und zu welcher sie im Norden durch einen Halsgraben gesichert war.

## Geschichte
Die Burgen Ober- und Untermatsch wurde vermutlich im 12./13. Jahrhundert von den Vögten vom Matsch errichtet und bewohnt. 1297 teilten Egino IV. und Ulrich II. ihren Besitz nach langem Streit. Untermatsch stellte dabei wahrscheinlich den jüngeren Bau dar, da es ab jetzt erstmals erwähnt wird. 1309 wurde Ulrich II. von seinem Vetter Egino IV., weil er dessen Frau belästigt haben soll, im Streit erschlagen. 1351 nahmen die Vögte von Matsch Untermatsch als landesfürstliches Lehen entgegen. 1358 überfiel Ulrich III. die Burg Obermatsch von Untermatsch aus, zerstörte sie und rottete diese ältere Linie der Familie mit seinen Vettern Hartwig und Johann aus. 1537 gelangte die Burg Untermatsch an das Geschlecht der Grafen Trapp von Matsch, in deren Besitz sie sich noch heute befindet.
Aufgrund der zum Wohnen schwierigen geografischen Lage wurde die Burg vermutlich früh aufgegeben.

## Zustand
Es haben sich wenige Mauerreste eines turmartigen Gebäudes und eines Anbaus mit zwei Fenstern erhalten.